# 川島威伸
川島 威伸（かわしま たけのぶ、1914年8月27日 - 1989年2月9日）は、日本の陸軍軍人、陸上自衛官。最終階級は陸軍少佐、陸将補。
太平洋戦争中には、ビルマ独立義勇軍、高砂義勇兵からなる第2遊撃隊などの異民族部隊の指揮官として活動した。モロタイ島の戦いに参加している。

## 略歴
- 1936年（昭和11年）
  - 6月 - 陸軍士官学校（48期）
  - 10月 - 歩兵少尉
- 1937年（昭和12年） - 歩兵中尉
- 1940年（昭和15年）
  - 8月 - 歩兵大尉
  - 9月 - 陸軍中野学校入学
- 1941年（昭和16年）
  - 2月 - 南機関に所属
  - 12月 - ビルマ独立義勇軍中将
- 1943年（昭和18年） - 陸軍少佐
- 1944年（昭和19年） - 遊撃第2中隊長
- 1946年（昭和21年） - 復員
- 1955年（昭和30年）3月16日 - 第4普通科連隊第3大隊長兼釧路駐屯地司令
- 陸上自衛隊調査学校研究課長[いつ?]
- 1962年（昭和37年）8月1日 - 第2普通科連隊長兼高田駐屯地司令
- 1964年（昭和39年）7月16日 - 第2師団司令部幕僚長
- 1966年（昭和41年）3月16日 - 陸上自衛隊業務学校副校長兼企画室長
- 1967年（昭和42年）
  - 3月16日 - 陸上幕僚監部付
  - 8月27日 - 陸将補で陸上自衛隊を定年退官
- 1987年（昭和62年）11月3日 - 勲四等旭日小綬章受章

## 栄典
- 金鵄勲章
- 旭日小綬章